# Fiori Group
La société Fiori fut créée en 1942 par Fioravante Malavolta pour fabriquer des équipements destinés aux travaux publics et la construction. Au début de son activité artisanale, il utilisa des surplus militaires. Mais ce n'est qu'après la fin de la Seconde Guerre mondiale, en 1947, que son activité prend un essor rapide avec le programme de reconstruction du pays. L'Italie ayant beaucoup souffert des bombardements américains, il y avait énormément de routes, ponts et constructions à réparer ou à reconstruire.
L'entreprise s'est toujours intéressée uniquement aux petits engins de chantier.
En 1956, Fiori crée son premier mini dumper de 1 m3 de capacité. Ce fut l'ancêtre des fameux Sambron. En 1960, Fiori lance un dumper de 2,5 m3 avec poste de conduite réversible.
En 1965, Fiori lance sa première "bétonnière autochargée sur roues. C'est un mini malaxeur à béton sur un châssis motorisé 4x4. En 1968, Fiori complète le modèle avec une mini pompe à béton et le poste de conduite réversible. En 1982, Fiori propose une version avec la cuve à béton pivotante sur 180°.
En 2010, Fiori développe le DB 560 T, un véhicule porte malaxeur 4x4 avec poste de conduite réversible destiné aux travaux difficiles avec très peu d'espace en galerie. Il transporte 5,5 m3 de béton.
En 2017, la société Fiori a reçu l'"Award Innovation" au salon SaMoTer de Bologne pour son nouveau modèle DB X35 Big Bag, premier malaxeur à chargement autonome au monde à pouvoir préparer un mélange pré-brassé à sec.

## Sources
- (it) Histoire de la société Fiori